# Giacomo Brodolini
(Giacomo Brodolini su un manifesto del PSI)
Giacomo Brodolini (Recanati, 19 luglio 1920 – Zurigo, 11 luglio 1969) è stato un sindacalista e politico italiano.
Dal 1946 militò nel Partito d'Azione, nel 1948 aderì al PSI. Vicesegretario nazionale della CGIL (1955-1960), vicesegretario del PSI dal 1963 al 1966, ricoprì la medesima carica nel PSDI-PSI unificati fino al 1968. Deputato dal 1953, senatore dal 1968, nel dicembre di quell'anno fu nominato Ministro del Lavoro e della previdenza sociale. In tale veste promosse una vasta attività legislativa in materia previdenziale e sindacale e fu uno dei principali sostenitori dello Statuto dei lavoratori, divenuto poi legge (20 maggio 1970, n. 300).

## Biografia
Giacomo Brodolini nacque a Recanati il 19 luglio 1920 da Armando e da Doretta Federici. Studiò a Bologna e nel 1939 conseguì la maturità. Nel 1940, allo scoppio della Seconda guerra mondiale, fu chiamato alle armi e partecipò come ufficiale di complemento alle campagne di Albania e Grecia. Rimpatriato, venne inviato in Sardegna, dove rimase fino all'armistizio dell'8 settembre 1943.

### L'adesione al Partito d'Azione

Giacomo Brodolini, con l'immancabile sigaretta, a fianco di Joyce Lussu a Recanati (MC) durante la campagna elettorale del 1946

In Sardegna si compì la sua formazione politica, che lo vide entrare nelle file del Partito d'Azione (1946) su impulso delle amicizie della cerchia dei militanti antifascisti, prima tra tutte quella di Emilio Lussu e Joyce Lussu. Nel giugno 1946 si laureò in Lettere a Bologna con una tesi sull'attore e patriota Gustavo Modena. Militante del Partito d'Azione, ne divenne dirigente nelle Marche.

### L'ingresso nel Partito Socialista Italiano
Dopo lo scioglimento del partito (1947) restò fedele all'ala socialista (maggioritaria) e aderì quindi nel 1948 al Partito Socialista Italiano, insieme alla componente di Riccardo Lombardi ed Emilio Lussu, nel quale lavorò come funzionario, specializzandosi nelle tematiche sindacali. Il suo impegno politico lo portò un anno dopo alla carica di Segretario Provinciale dei socialisti ad Ancona e membro del comitato centrale dal 1948.

### L'impegno sindacale nella CGIL
Alla fine del 1950 fu chiamato a Roma, dietro suggerimento di Rodolfo Morandi, dove fu eletto segretario nazionale della Federazione lavoratori edili (FILLEA) della CGIL.
Membro del comitato direttivo della CGIL dal 1951 e dell'esecutivo dal 1952, rimase segretario generale della FILLEA fino al 1955 (come parlamentare svolse diversi interventi in questi anni sulla questione delle abitazioni), allorché venne nominato vice-segretario della CGIL (con Giuseppe Di Vittorio segretario generale e Fernando Santi segretario aggiunto), restando nel vertice confederale fino al 1960.
Il 27 ottobre 1956, in occasione dell'intervento delle truppe dell'Unione Sovietica in Ungheria per reprimere la rivoluzione popolare in corso, Brodolini, in qualità di vice-segretario della CGIL, si fece promotore di una presa di posizione del suo sindacato in solidarietà al popolo ungherese e di condanna dell'invasione sovietica. Fu l'estensore del documento, che, con la piena approvazione del Segretario generale della CGIL, il comunista Giuseppe Di Vittorio, fu approvato all'unanimità dalla Segreteria della Confederazione: «La Segreteria della CGIL esprime il suo profondo cordoglio per i caduti nei conflitti che hanno insanguinato l'Ungheria [...] , ravvisa in questi luttuosi avvenimenti la condanna storica e definitiva dei metodi antidemocratici di governo e di direzione politica ed economica che determinano il distacco fra dirigenti e masse popolari... deplora che sia stato richiesto e si sia verificato in Ungheria l'intervento di truppe straniere...» (Avanti! e l'Unità del 28 ottobre 1956).
Poiché si era diffusa la voce che l'atteggiamento assunto dalla C.G.I.L. riguardo agli avvenimenti ungheresi fosse dovuto principalmente alle pressioni dei sindacalisti socialisti, Di Vittorio si sentì di dover dimostrare che tale posizione rifletteva effettivamente le convinzioni di tutti i membri della segreteria confederale (del resto il documento era stato votato all'unanimità), rilasciando a sua volta una dichiarazione all'agenzia di stampa S.P.E..
Per questa sua presa di posizione Giuseppe Di Vittorio fu assoggettato dal segretario del PCI Palmiro Togliatti ad una sorta di "processo interno", nel quale il leader sindacale fu costretto ad aderire alla posizione ufficiale del partito, in una sorta di abiura di quanto in precedenza da lui affermato, giustificando pubblicamente la sua condotta di sindacalista con l'esigenza di unità della confederazione.

### L'elezione a deputato e l'impegno nel PSI

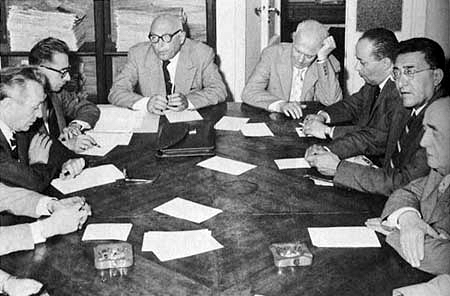
1960, Direzione PSI: da sinistra Achille Corona, Giovanni Pieraccini, Pietro Nenni, Sandro Pertini, Giacomo Brodolini, Riccardo Lombardi e Alberto Jacometti.

Nel 1953 venne eletto per la prima volta alla Camera dei deputati nella circoscrizione di Ancona-Pesaro-Macerata-Ascoli Piceno (avrebbe ricoperto il seggio per tre legislature, fino al 1968, anno in cui fu eletto al Senato).
Poi Brodolini decise di passare all'attività di partito, fu quindi eletto vicesegretario del PSI nel 1963, carica che mantenne fino al 1966. Nel 1968, in seguito all'unificazione di PSI e PSDI, Brodolini divenne vicesegretario di questa aggregazione.

### L'ingresso al governo
Nel dicembre di quell'anno fu nominato Ministro del lavoro e della previdenza sociale nel primo governo di Mariano Rumor (1968-1969). In tale veste promosse una vasta attività legislativa in materia previdenziale e sindacale: il superamento delle gabbie salariali, la ristrutturazione del sistema previdenziale e fu uno dei principali sostenitori dello Statuto dei lavoratori, divenuto poi legge (20 maggio 1970, n. 300).
Anche sul piano dello stile personale Brodolini diede un'immagine del tutto nuova al suo ministero trascorrendo la notte del Capodanno 1969 nella tenda alzata in via Veneto a Roma dai lavoratori della fabbrica romana Apollon, in lotta per la difesa del posto di lavoro, e portando ai braccianti di Avola la solidarietà del ministero a seguito della morte di due lavoratori uccisi dalla polizia il 2 dicembre 1968.

### La scomparsa di Brodolini

Giacomo Brodini pochi giorni prima della morte.

Brodolini morì, in seguito ad un tumore ai polmoni, l'11 luglio 1969 in una clinica di Zurigo. La consapevolezza della fine imminente lo spinse ad accelerare per quanto possibile la realizzazione del suo programma politico e l'approvazione dello Statuto dei diritti dei lavoratori. In riconoscimento dell'impegno profuso da Brodolini nell'ultima fase della sua vita, il Presidente della Repubblica Giuseppe Saragat gli conferì la Medaglia d'Oro al Valor Civile.

## Lo Statuto dei diritti dei lavoratori
L'intervento più rilevante di Brodolini fu la presentazione, il 24 giugno 1969, di un disegno di legge, alla cui elaborazione aveva posto mano fin dall'inizio del mandato ministeriale, dal titolo Norme per la tutela della libertà e della dignità dei lavoratori, della libertà sindacale e dell'attività sindacale nei luoghi di lavoro, bozza della legge nota come Statuto dei lavoratori. Con questo disegno Brodolini intendeva, come si legge nel testo: «contribuire in primo luogo a creare un clima di rispetto della libertà e della dignità umana nei luoghi di lavoro, riconducendo l'esercizio dei poteri direttivo e disciplinare dell'imprenditore nel loro giusto alveo e cioè in una stretta finalizzazione allo svolgimento delle attività produttive».
La discussione del disegno di legge vide un serrato dibattito tra il ministero del Lavoro, il Parlamento e le organizzazioni sindacali, che ebbe come sfondo la crisi del centro-sinistra e le lotte operaie dell'autunno caldo, e che facilitò l'emergere di una concezione non formale dei diritto del lavoro. L'approvazione definitiva della legge, essendo Ministro del lavoro e della previdenza sociale l'onorevole democristiano Carlo Donat-Cattin, fu votata dal Parlamento il 20 maggio 1970 (legge n. 300).

## La Fondazione "Giacomo Brodolini"
Una fondazione a lui intitolata opera oggi nel campo dell'economia, del diritto e della sociologia del lavoro.